# Trachelyopterus ceratophysus
Trachelyopterus ceratophysus är en fiskart som först beskrevs av Kner, 1858.  Trachelyopterus ceratophysus ingår i släktet Trachelyopterus och familjen Auchenipteridae. Inga underarter finns listade i Catalogue of Life.